# Hagedhal, Yelbarga
Hagedhal là một làng thuộc tehsil Yelbarga, huyện Koppal, bang Karnataka, Ấn Độ.